# Jun’ya Hosokawa
Jun’ya Hosokawa (japanisch 細川 淳矢 Hosokawa Jun’ya; * 24. Juni 1984 in der Präfektur Saitama) ist ein japanischer Fußballspieler.

## Karriere
Hosokawa erlernte das Fußballspielen in der Schulmannschaft der Bunan High School sowie in der Universitätsmannschaft der Sendai-Universität. Seinen ersten Vertrag unterschrieb er 2006 bei Vegalta Sendai. Der Verein spielte in der zweithöchsten Liga des Landes, der J2 League. 2009 wurde er mit dem Verein Meister der zweiten Liga und stieg in die erste Liga auf. Für den Verein absolvierte er neun Ligaspiele. 2012 wechselte er nach Mito zum Zweitligisten Mito HollyHock. Nach 259 Ligaspielen und sechs geschossenen Toren wechselte er im Januar 2022 nach Imabari zum Drittligisten FC Imabari.